# IC 1332
IC 1332 — галактика типу Sb (компактна витягнута галактика) у сузір'ї Водолій.
Цей об'єкт міститься в оригінальній редакції індексного каталогу.